# Милана (опера)
«Милана» — опера на 4 дії українського композитора Г. І. Майбороди, лібрето А. Турчинської. Вперше поставлена у Київському оперному театрі у 1 листопада 1957 року під орудою В. С. Тольби, в тому ж році показана у Москві на декаді українського мистецтва.
Дія опери відбувається на Закарпатті у 1939–1944 роках на тлі подій, пов'язаних із завоюванням краю Радянським Союзом. В центрі — образ Милани, нареченої партизана Василя, що здійснила подвиг і була вбита старостою Шибаком в момент приходу радянських військ.
Опера йшла в Київському театрі до кінця 1980-х років, у 1970 році була представлена Київським театром у Болгарії, пізніше була знята з репертуару. У 1972 році опера була записана силами музикантів Київської опери (диригент — С. Турчак, хормейстер — Л. Венедиктов), у 2005 перевидана на компакт-диску видавництвом «Вектор-Вега».